# César de Faÿ de La Tour-Maubourg
Ne doit pas être confondu avec Charles-César de Faÿ de La Tour-Maubourg.
Pour les articles homonymes, voir Fay, La Tour-Maubourg, Latour, De La Tour et Maubourg.
César de Faÿ, marquis de La Tour-Maubourg, est un parlementaire français né le 22 juillet 1820 à Dresde (Saxe) et mort le 25 février 1886 à Paris).

## Biographie
Fils de Florimond de Faÿ de La Tour-Maubourg, César servit quelque temps comme officier de hussards en Afrique, donna sa démission à la révolution de Février 1848, et devint administrateur du chemin de fer Grand-Central.
Lieutenant de vénerie, maire de Saint-Maurice-de-Lignon (où se trouve la propriété des Maubourg), conseiller général de Fay-le-Froid, il fut successivement élu au Corps législatif, dans la 1re circonscription de la Haute-Loire :
- le 29 février 1852[2], contre M. Mathieu[3] ;
- le 29 juin 1857[4] ;
- le 1er juin 1863[5], contre M. A.V.M. Olivier[6] ;
- le 24 mai 1869[7], contre MM. Robert[8] et de Lagrevol[9].

Homme du « monde », La Tour-Maubourg, qui était capitaine des chasses et chambellan de l'Empereur, vécut la plupart du temps avec sa femme, dame du palais de l'Impératrice à la cour de Napoléon III. Il fréquente alors les réunions du Cercle de la rue Royale et les chasses impériales en forêt de Fontainebleau.
D'abord complètement rallié à l'Empire, il se tourna peu à peu vers les légitimistes, et fut obligé, en 1869, de donner sa démission d'officier de vénerie. Il fut néanmoins renommé à titre honoraire.
Le marquis très affaibli et meurt paralysé en 1886 à Paris. La marquise, sa femme, garde une vie très active, allant de l’un à l’autre de ses différents domaines. Elle meurt à son tour en 1900 dans son château de Glareins à Lapeyrouse (Ain).

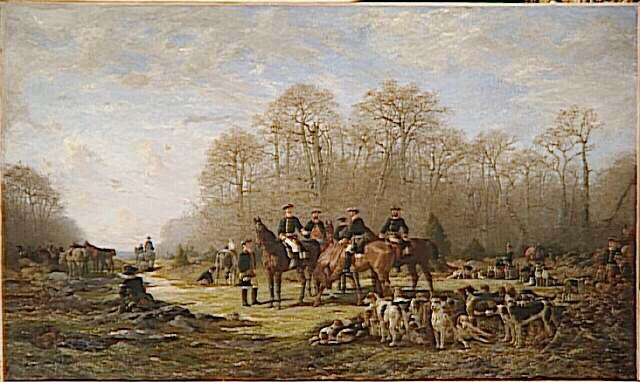
Un rendez-vous de la vénerie de l'Empereur en forêt de Fontainebleau, Charles Gustave Parquet, 1868, musée national du château de Compiègne.

## Titres
- Marquis de Latour-Maubourg (1837).

## Distinctions
- Chevalier (août 1854), puis officier de la Légion d'honneur (19 août 1861).

## Ascendance et postérité
César de La Tour-Maubourg était le fils cadet de Just-Pons-Florimond de Faÿ (1756-1831), marquis de La Tour-Maubourg, et de Caroline Béatrix « Perrone di San Martino » (Turin, 27 janvier 1788 - Paris, 20 juin 1855), comtesse de Margnolas et de l'Empire, sœur d'Hector Perron de Saint-Martin.
Il avait un frère aîné et deux sœurs :
- Pauline-Marie-Florimonde (Paris, 7 août 1816 - Paris, 29 août 1839), mariée, le 9 décembre 1835, avec Barthélémy, comte de Basterot (1800-1887), « député à l'administration des pieux établissements français » à Rome et Loreto, dont postérité ;
- Just-Antoine-Florimond (1818 - Stuttgart, 18 janvier 1849), attaché à la légation de Stuttgart où il mourut ;
- Marguerite-Marie-Augustine (Paris, 26 septembre 1824 - Paris, 30 décembre 1892), chanoinesse à Sainte-Anne (Munich).

César de La Tour-Maubourg épousa le 21 juin 1849 à Paris Anne-Ève-Eugénie Adolphine dite « Nancy » (31 décembre 1829 - Lapeyrouse, octobre 1900), dame du palais de l'impératrice Eugénie (décret impérial du 7 février 1853), fille de Napoléon Mortier, duc de Trévise (1804-1869), pair de France puis sénateur du Second Empire.

« Anne-Ève Mortier de Trévise, marquise de la Tour Maubourg, était la fille du duc de Trévise, sénateur, et petite fille de l’illustre maréchal Mortier. Elle était grande, de figure agréable, avait beaucoup d’esprit, n’aimait ni le monde ni la toilette et ne se plaisait que dans son intérieur auprès de son mari, le bon César de la Tour Maubourg. Le ménage était des plus unis. La marquise de la Tour Maubourg, elle aussi, a été cruellement éprouvée. Sa fille, jeune femme charmante, qui avait épousé le comte Pierre de Kergolay, mourut en couches, un an après son mariage. Son fils, Juste de la Tour Maubourg, qui, tout jeune s’était engagé au début de la guerre dans les mobiles de la Haute-Loire, fut tué dans un des premiers combats... »

— Charles-Adrien Conegliano, Le Second Empire : La maison de l'empereur, 1891 (lire en ligne)

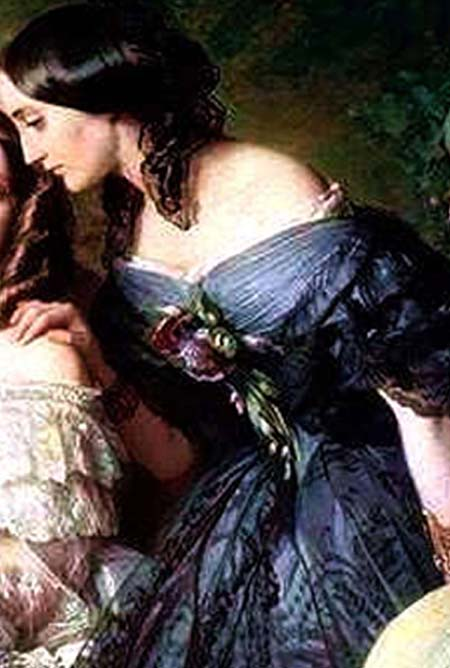
Anne Eve Mortier de Trévise (1829-1900), marquise de Latour-Maubourg, par Winterhalter, détail du tableau L'Impératrice Eugénie et ses dames d'honneur de Winterhalter, 1855
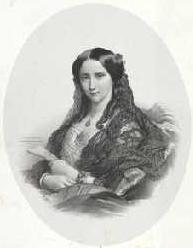
La Marquise de La Tour-Maubourg[12], lithographie de Desmaisons (d'après Winterhalter), Musée national du château de Compiègne

- Ensemble, ils eurent :
  - Just-Florimond-Hector[13] (1850 - mort au combat de Bellegarde (Loiret) en novembre 1870), sous-lieutenant des mobiles de la Haute-Loire ;
  - Anne-Marie-Caroline, dite « Nancy » (1852 - Cannes, 19 janvier 1875)[14]) qui épouse le Pierre-Henri-Ernest, comte de Kergorlay (1847-1919), député de la Haute-Loire, mais elle meurt en couches, sans descendance.